# Metasphenisca hazelae
Metasphenisca hazelae är en tvåvingeart som beskrevs av Munro 1947. Metasphenisca hazelae ingår i släktet Metasphenisca och familjen borrflugor. Inga underarter finns listade i Catalogue of Life.